# 부여 민제인 백마강부 각판
부여 민제인 백마강부 각판은 충청남도 부여군 부여읍에 있다. 2014년 2월 5일 부여군의 향토문화유산 제123호로 지정되었다.